# Vy-lès-Rupt
Vy-lès-Rupt é uma comuna francesa na região administrativa de Borgonha-Franco-Condado, no departamento de Alto Sona. Estende-se por uma área de 8,28 km². Em 2010 a comuna tinha 82 habitantes (densidade: 9,9 hab./km²).